# Staraja Raczejka
Staraja Raczejka (ros. Старая Рачейка) – wieś (sieło) w Rosji, w obwodzie samarskim, w rejonie syzrańskim. W 2010 liczyła 2143 mieszkańców.